# Erik A. Eriksson
Erik Anders Eriksson, född 6 februari 1969 i Stavnäs församling, Värmlands län, är en svensk jord- och skogsbrukare och politiker (centerpartist), som var riksdagsledamot 2006–2014, invald för Värmlands läns valkrets.
Eriksson var suppleant i skatteutskottet och näringsutskottet från 2010 och var mellan 2010 och 2011 ledamot i näringsutskottet. Tidigare var han ledamot av miljö- och jordbruksutskottet och suppleant i arbetsmarknadsutskottet och Nordiska rådets svenska delegation. Från november 2011 till mars 2012 var han ledig från sitt riksdagsuppdrag och ersattes av Marie Wickberg.
Under hösten 2011 uppmärksammades det att Eriksson fått 56 000 kronor i hyresersättning för en lägenhet han hade sålt samt 250 000 i bostadsbidrag. Det första återbetalade Eriksson medan det andra avskrevs av Riksdagsförvaltningen.